# Жеглица
Жеглица (болг. Жеглица) — село в Болгарии. Находится в Видинской области, входит в общину Видин. Население составляет 183 человека.

## Политическая ситуация
Кмет (мэр) общины Видин — Румен Ангелов Видов (Граждане за европейское развитие Болгарии (ГЕРБ)) по результатам выборов.